# Cyrtandra kealiae
Cyrtandra kealiae är en tvåhjärtbladig växtart som beskrevs av Heinrich Wawra. Cyrtandra kealiae ingår i släktet Cyrtandra och familjen Gesneriaceae.

## Underarter
Arten delas in i följande underarter:
- C. k. kealiae
- C. k. urceolata